# Aïn Taya
Aïn Taya (em árabe: عين طاية) é uma comuna localizada na província de Argel, no norte da Argélia. Sua população era de 34 501 habitantes, em 2008.